# Galliners
Galliners és un poble del municipi de Vilademuls (Pla de l'Estany), al nord-oest del cap del municipi. La seva església parroquial, dedicada a Sant Julià i Santa Basilissa, data del segle xiv.